# Lyons, Georgia
Lyons är administrativ huvudort i Toombs County i den amerikanska delstaten Georgia. Ortens smeknamn är "Tobacco Center".